# Musenyi (Sektor)
Musenyi (Kinyarwanda Umurenge wa Musenyi) ist einer von 15 Sektoren im Distrikt Bugesera in der Ostprovinz von Ruanda.

## Geographie
Musenyi hat eine Fläche von 87,5 km² und liegt auf einer Höhe von etwa 1440 m. Der Sektor unterteilt sich in die vier Zellen Musenyi, Gicaca, Rulindo und Nyagihunika. Nachbarsektoren sind im Norden Ntarama, im Nordosten Nyamata, im Osten Mayange, im Südosten Mareba, im Süden Shyara, im Südwesten Kinazi und im Westen Mugina. Die Westgrenze bildet der Fluss Akanyaru. Im äußersten Südosten liegt Musenyi am Cyohoha-See Nord.

## Bevölkerung
Zur Volkszählung von 2022 betrug die Einwohnerzahl 40.610 Einwohner. Zehn Jahre zuvor waren es 29.248, was einem jährlichen Bevölkerungszuwachs von 3,3 Prozent zwischen 2012 und 2022 entspricht.

## Verkehr
Durch den Sektor verlaufen zwei District Roads. Beide sind Stand 2022 nicht asphaltiert.